# Volkssternwarte Rothwesten

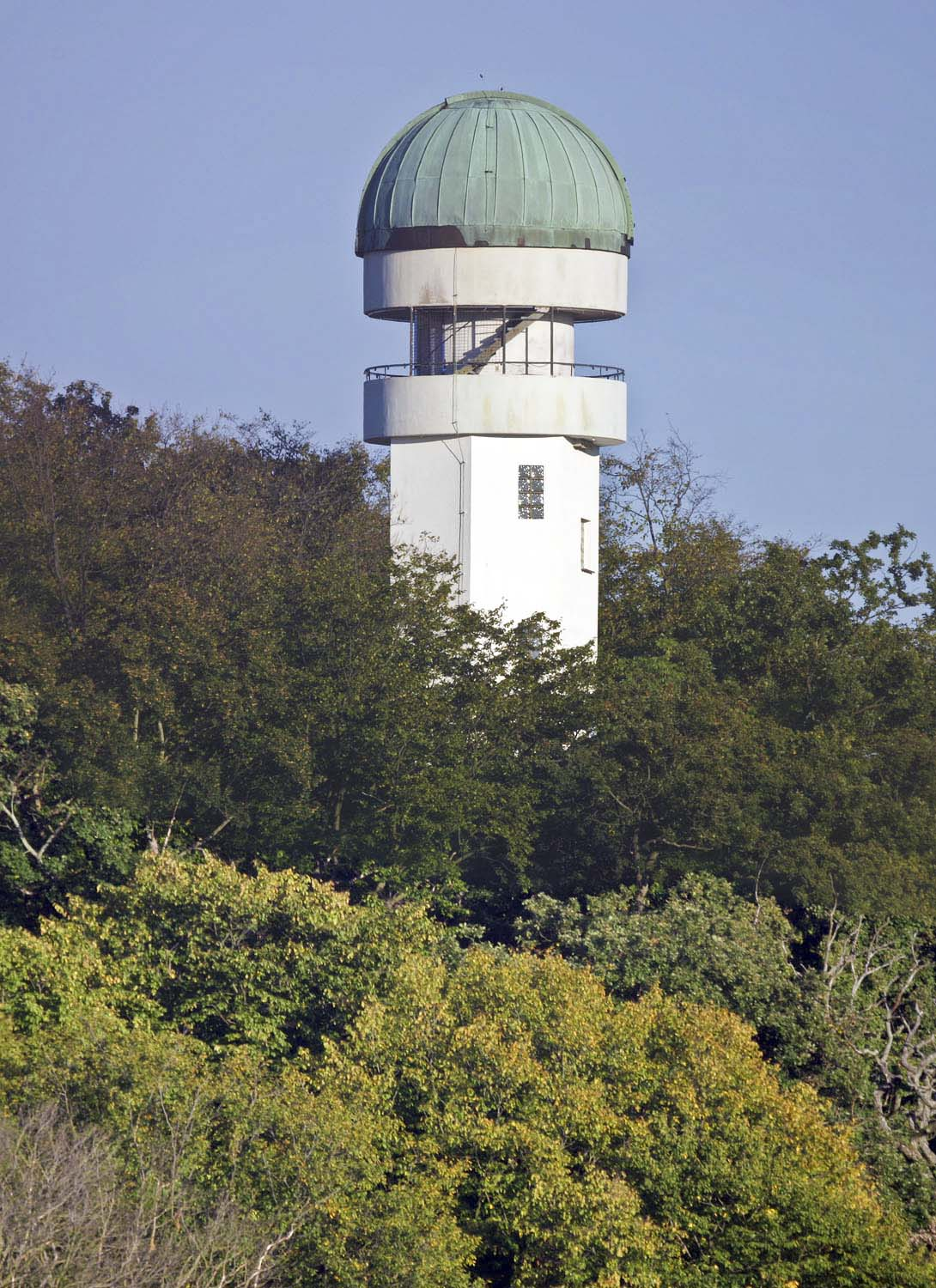
Häuschensberg-Turm mit Volkssternwarte in Rothwesten

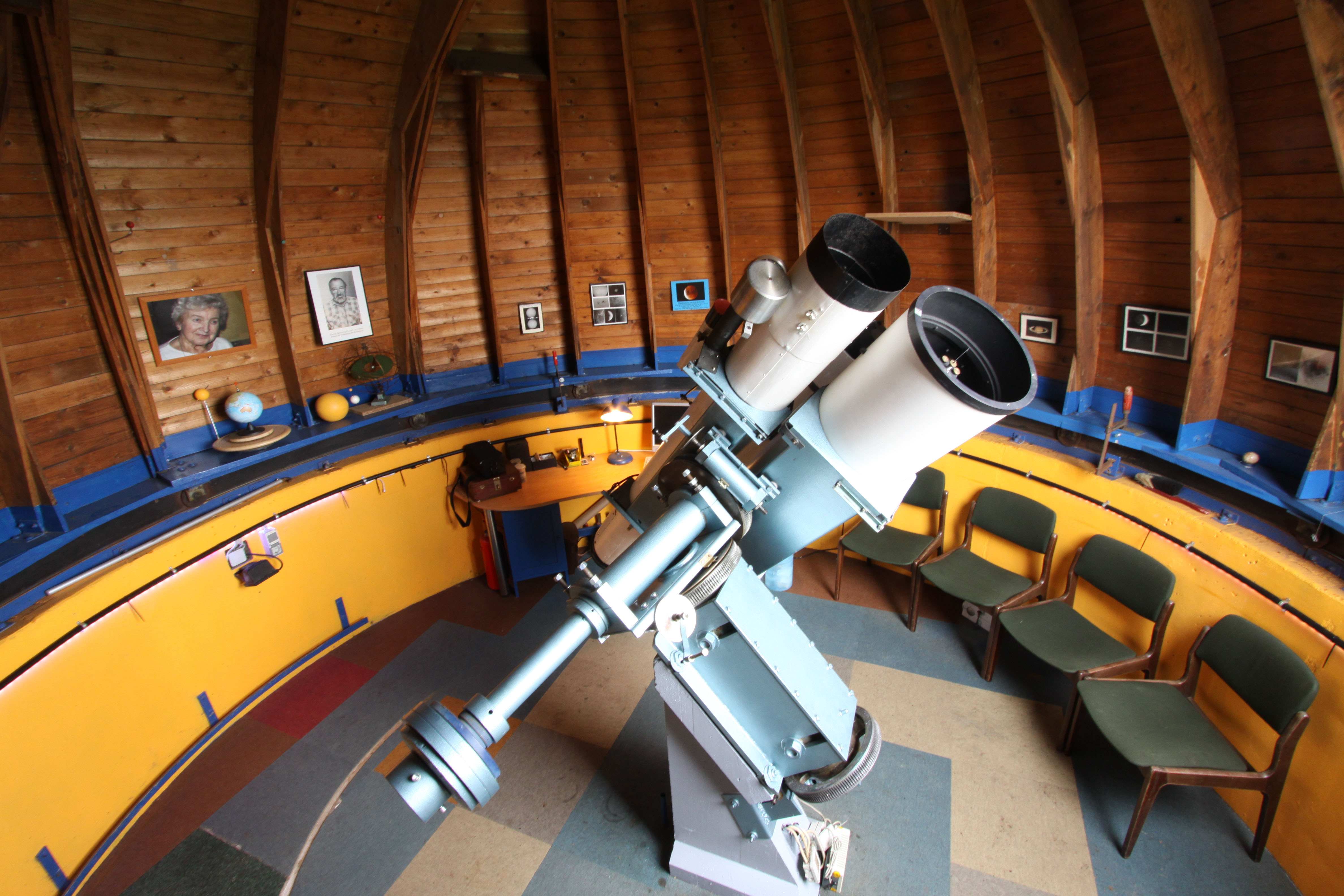
Beobachtungskuppel mit 32- und 21-cm-Newton-Reflektor und 12,8-cm-Refraktor

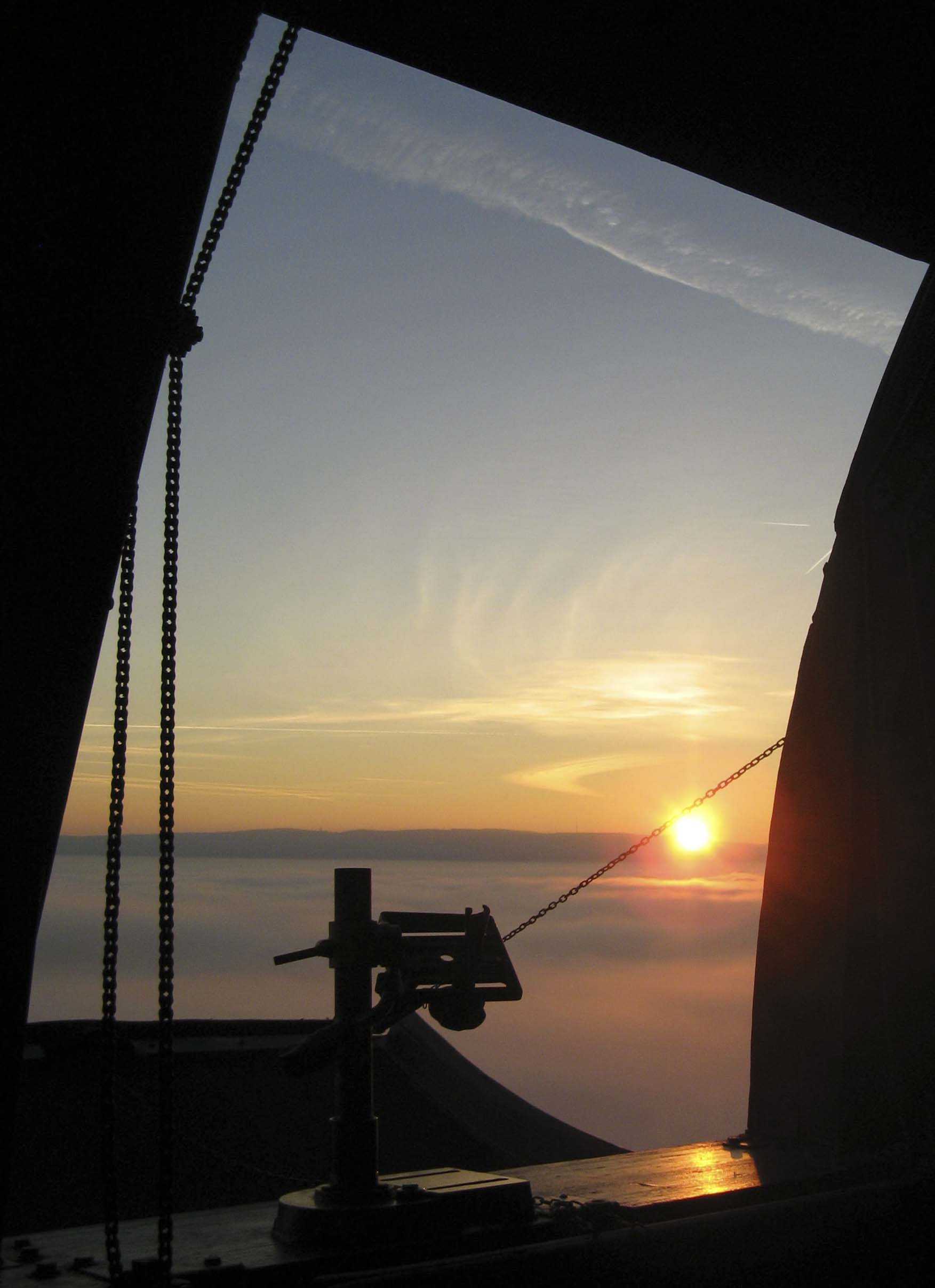
Sonnenuntergang durch den Kuppelspalt der Volkssternwarte Rothwesten

Die Volkssternwarte Rothwesten befindet sich bei Rothwesten im nordhessischen Landkreis Kassel. Seit Fertigstellung der Volkssternwarte im Jahr 1963 gilt sie als wertvolle kulturelle Einrichtung für den Raum Kassel.
Von Beginn an als kostenlose Bildungseinrichtung konzipiert, steht die Sternwarte Besuchern mit Führungen und Veranstaltungen zur Verfügung.

## Geographische Lage
Die Volkssternwarte Rothwesten befindet sich im Gemeindegebiet von Fuldatal oberhalb des Ortsteils Rothwesten auf dem Aussichtsturm des 300,7 m ü. NHN hohen Häuschensbergs.

## Geschichte
Schon in den 1950er Jahren plante Georg Spitzer, eine Volkssternwarte zu errichten. Auf Initiative des Rothwestener Bürgermeisters Fritz Kranke sollte die Sternwarte ihren Platz auf dem Häuschensberg finden. Bis zum Jahre 1912 hatte an dieser Stelle bereits ein Aussichtsturm gestanden, der dann plötzlich zusammengebrochen und nicht wieder aufgebaut worden war.
1959 begann der Bau des neuen Aussichtsturms, auf dessen Spitze die Sternwarte Platz finden sollte. Parallel zum Bau des Turmes durch eine Rothwestener Baufirma wurde auf einer unterhalb des Häuschensbergs gelegenen Wiese von Georg Spitzer in Zusammenarbeit die Holzkuppel zusammengesetzt und mit einer Kupferhaut überzogen. 1962 waren die Bauarbeiten am Turm beendet. Die fertige Kuppel musste nun noch auf den Turm gehievt werden, was sich aber als schwieriger erwies als man zunächst gedacht hatte. Denn die ursprüngliche Planung, die komplette Kuppel mit einem Hubschrauber der amerikanischen Streitkräfte auf den Turm zu setzen, wurde durch die Kubakrise zerschlagen. So blieb nichts anderes übrig, als die Kuppel in zwei Hälften zu zerlegen und mit einem Traktor und Pritschenwagen den Berg hinauf bis an den Fuß des Turms zu ziehen. Von dort aus wurden die Kuppelhälften per Seilwinde außen am Baugerüst emporgezogen und auf den vorher montierten Laufkranz gesetzt. Am 15. September 1963 wurde die Sternwarte mit einem Festakt eingeweiht. In der Folgezeit etablierte sich die Volkssternwarte als private Bildungseinrichtung, regelmäßige Führungen und Veranstaltungen zu besonderen Ereignissen wurden zu einem festen Bestandteil des kulturellen Angebotes im Landkreis und darüber hinaus.
Nach dem Tod von Georg Spitzer 1989 wurde die Sternwarte von seiner Frau Friedel Spitzer weitergeführt. 1991 mussten nach 28 Jahren Betrieb erstmals Reparaturarbeiten an der Kupferblechhaut der Kuppel durchgeführt werden, gleichzeitig nahm die Gemeinde Fuldatal Instandhaltungsarbeiten am Turm vor. 2005 folgte die Renovierung des Kuppelinnenraumes. Seit 2007 führt Angelika Spitzer-Klinger die Sternwarte zusammen mit einer Gruppe ehrenamtlicher Helfer. Wind und Wetter erforderten 2012 eine erneute Renovierung der Turmfassade. Mit mehreren Veranstaltungen feierte die Volkssternwarte im Jahr 2013 ihr 50-jähriges Bestehen.
Eine Ehrung der besonderen Art erfuhr die Sternwarte im Juni 2019, als sie beim Online-Wettbewerb der Volksbank Göttingen Kassel 'Schatz der Region' unter 50 Mitbewerbern den ersten Platz belegte und den Hauptpreis gewinnen konnte.
Im Herbst 2019 wurden sowohl der Kuppelraum als auch die begehbare Lochkamera renoviert.

## Instrumente
Die Volkssternwarte Rothwesten besitzt drei Teleskope, die unterschiedliche Eigenschaften haben und damit auch für verschiedene Beobachtungsaufgaben eingesetzt werden können:
- Zunächst ein Newton-Teleskop (Reflektor) mit 210 mm Spiegeldurchmesser und einem Gewicht von 25 kg. Das Gerät wurde seinerzeit von Georg Spitzer gebaut und verrichtet heute genauso wie vor 50 Jahren seinen Dienst. Mit 2100 mm Brennweite (das Öffnungsverhältnis beträgt f/10, Bildfehler fallen bei solchen großen Öffnungsverhältnissen kaum ins Gewicht) und einem ausgezeichneten Spiegel ausgestattet, wird es vor allem zum Beobachten und Fotografieren von Planeten und Doppelsternen eingesetzt.
- Das zweite Spiegelteleskop ist mit einem Spiegeldurchmesser von 300 mm und einem Öffnungsverhältnis von f/5,6 deutlich lichtstärker und besonders gut zur Beobachtung von lichtschwachen Galaxien, Gasnebeln und Sternhaufen geeignet (Deep-Sky-Objekte). Die Brennweite dieses Newton-Spiegelteleskops beträgt 1700 mm. Tubus und Spiegel bringen es zusammen auf ein stattliches Gewicht von 48 kg.
- Zur Beobachtung von Sonnenflecken findet ein Meade ED APO Refraktor (Linsenteleskop) mit 127 mm Öffnung und einer Brennweite von 1140 mm (Öffnungsverhältnis f/9,0) Verwendung.

Linsenteleskope besitzen im Vergleich zu Spiegeloptiken einen höheren Kontrast, da sich keine optischen Elemente im Strahlengang befinden. Bei Spiegelteleskopen ist dagegen der Fangspiegel mittig im Tubus angebracht und verursacht somit eine Abschattung des Hauptspiegels (Obstruktion). Einfache Einlinser und achromatische Refraktoren zeigen einen mehr oder minder starken Farbfehler (chromatische Aberration), was sich z. B. als deutlicher Farbsaum um Sterne bemerkbar macht. Durch den Einsatz eines ED-Elements (Glas mit beigemischten Fluoriden) kann dieser Farbsaum fast vollständig beseitigt werden. Man nennt solche Systeme auch apochromatisch.
- Für die Aufnahme von Objekten im Sonnensystem steht außerdem eine leistungsfähige industrielle Videokamera zur Verfügung.
- Zur Betrachtung von Spektren oder Fraunhoferlinien kann auf ein Spektroskop zurückgegriffen werden.
- Planetariumsprogramme, Computer und LCD-Projektor (Beamer) unterstützen die Arbeit an den Geräten. Bei Bedarf werden auch Simulationen und Filme vorgeführt, um himmelsmechanische Zusammenhänge zu veranschaulichen oder besondere Ereignisse zu würdigen. So kann z. B. eine Sonnen- oder Mondfinsternis mit Hilfe der Videokamera und Beamer auf eine Leinwand übertragen werden.

## Begehbare Kamera
2012 wurde der oberste Raum im Turm so umgestaltet, dass eine begehbare Kamera für maximal 5 bis 6 Personen entstand. Die Kamera ist besonders gut geeignet, um die wesentlichen Merkmale und Unterschiede von Lochkamera und Linsenkamera zu demonstrieren. Dazu kann der Raum völlig abgedunkelt werden, lediglich eine Öffnung vor dem Fenster bleibt frei und nimmt wahlweise eine verstellbare Lochblende – der Raum erfüllt dann die Funktion einer Lochkamera – oder aber ein Fraunhofer-Objektiv mit 60 mm und 900 mm Brennweite auf und funktioniert dann als Linsenkamera. Die Durchmesser der Lochblende betragen 3 bis 10 mm. In beiden Fällen wird das Bild der Landschaft mit Hilfe einer Mattscheibe aufgefangen und kann von den Besuchern, die sich sozusagen im Kameragehäuse selbst befinden, betrachtet werden.
In der Lochkamera ist eine ausreichende Dunkeladaption des Auges erforderlich, so dass die Besucher etwa zwei Minuten im völlig verdunkelten Raum verweilen müssen; eine maximale Anpassung erreicht das Auge übrigens erst nach etwa 30 Minuten. Je dunkler der Raum und je besser die Dunkeladaption ist, desto deutlicher kann das projizierte Bild anschließend wahrgenommen werden.
Im Gegensatz zur klassischen Lochkamera erzeugt die Linsenkamera ein vergleichsweise helles Bild, so dass die Adaption des Auges unkritisch ist und die Funktion der Kamera bereits im halbverdunkelten Raum (mit Einschränkungen) möglich ist. In Abhängigkeit von der Witterung sind die Ergebnisse des Kameraexperiments von sehr unterschiedlicher Qualität. An trüben Tagen oder in der Dämmerung ist das Kamerabild dunkel und kontrastarm. An sonnigen Tagen dagegen beeindruckt die Kamera durch „helle“, kontrastreiche und scharfe Bilder.

## Spektroskopie
Zusätzlich wird die begehbare Kamera auch als einfaches „spektroskopisches Labor“ zur Demonstration von Spektren unterschiedlicher Strahlungsquellen benutzt. Dazu gehören sowohl kontinuierliche Spektren als auch Linienspektren, etwa von Quecksilber, Natrium oder einfarbigem (monochromatischem) Licht aus künstlichen Lichtquellen. Außerdem lassen sich die Wirkungen von Farb- und Linienfiltern anschaulich vorführen.

## Öffnungszeiten
Die Sternwarte öffnet samstags bei wolkenlosem Himmel nach vorheriger Vereinbarung.
| Zeitraum                    | Beginn der Führungen  |
| --------------------------- | --------------------- |
| Januar, Februar, März       | 20:00 Uhr             |
| April                       | 21:00 Uhr             |
| Mai, Juni, Juli, August     | Führungen auf Anfrage |
| September                   | 21:00 Uhr             |
| Oktober, November, Dezember | 20:00 Uhr             |